# C'era una volta un gatto
C'era una volta un gatto (in ceco Až Přijde Kocour) è un film surrealista della nuova ondata cecoslovacca del 1963 diretto da Vojtěch Jasný, vincitore del Premio speciale della giuria al 16º Festival di Cannes.
Una delle pellicole più celebri, influenti ed espressive del cinema cecoslovacco della New Wav, e sebbene in superficie sia un film drammatico fantasy adatto alle famiglie, spensierato e colorato, nella sua essenza il film è sottilmente un'allegoria politica dell'autoritarismo, false apparenze e ipocrisia, con il gatto che simboleggia la capacità di vedere le persone del paese per ciò che sono veramente.

## Trama
Robert è un insegnante di scuola in un'imprecisata cittadina della Boemia. È stressato da Charlie, il minaccioso sindaco della città che vuole avere tutto sotto controllo, e dalla sua amante infedele e indifferente. Robert è costretto a insegnare ai suoi studenti una visione in "bianco e nero" della vita e una concezione realista dell'arte, soffocando l'immaginazione.
Per un corso di pittura "artistica", Oliva, castellano (e narratore) è invitato come soggetto. Invece di posare come modello, Oliva racconta la storia di un gatto con gli occhiali da sole, i cui occhi rivelavano la vera natura della condizione umana attraverso il colore. Il rosso, soprattutto, era il colore degli "amanti" – persone ben intenzionate, mentre colori come il giallo e il viola erano riservati agli infedeli, agli invidiosi e ai ribelli. Le persone "normali" alla fine uccisero il gatto, perché non volevano che gli altri sapessero chi era buono o cattivo.
Nel bel mezzo di uno spettacolo circense in arrivo in città, il gatto di Robert scompare e lui viene condotto da Diana, un'attrice che fa parte dello spettacolo. Incontra il mago che ha una sorprendente somiglianza con Oliva e parla con Robert della sua "natura", prendendo in giro Robert per la sua scelta di vestiti "normali".
Durante lo spettacolo davanti all'intera città, i racconti di Oliva sul gatto si concretizzano quando il gatto viene rivelato a tutti gli spettatori e Diana si toglie gli occhiali da sole. Il momento in cui i colori di tutti vengono rivelati fa impazzire i cittadini, che si mettono a combattere tra di loro. Robert, la cui vera natura è rossa, si ritrova estasiato da Diana e i due si imbarcano in una gita romantica e idilliaca.
Mentre il gatto viene successivamente ritrovato dai bambini nel bosco, il bidello della scuola lo rapisce e tenta di farlo uccidere, eseguendo gli ordini di Charlie. Robert ha il compito di insegnare ai bambini la storia di una cicogna tassidermizzata di fronte a Charlie, ma commosso dal potere del gatto, fa un discorso commovente ai bambini dicendo loro che non avrebbero dovuto studiare l'animale morto. Questo fa arrabbiare Charlie e le autorità della città, che tentano di incastrare Robert per aver ucciso il gatto.
Ad un certo punto, i bambini scompaiono, affermando che torneranno se sarà garantita la sicurezza del gatto. Questo manda la città in preda al panico, con le famiglie che litigano nei boschi per ritrovare i loro cari perduti. Ma i bambini non si trovano da nessuna parte, e non riesce a trovarli nemmeno Robert, che dice loro di tornare. Alla fine, il bidello restituisce il gatto e i bambini escono dal nascondiglio. Quando la folla discute su cosa fare con il gatto, Diana e il circo riappaiono per svelare i veri colori di Charlie: un "camaleonte" di personalità, che viene cacciato dalla città, riaccendendo il caos iniziale. Quando Robert cerca di inseguire Diana per accompagnarla, viene avvicinato dalla folla frenetica e la perde mentre l'azione si sposta fuori città. Sconfitto, Robert torna da solo nella piazza del paese, solo per essere accolto dai bambini, che tengono in mano quadri e dipinti del gatto.